# Баґлі (Міннесота)
Баґлі (англ. Bagley) — місто (англ. city) в США, в окрузі Клірвотер штату Міннесота. Населення — 1285 осіб (2020).

## Географія
Баґлі розташоване за координатами 47°31′28″ пн. ш. 95°24′15″ зх. д. / 47.52444° пн. ш. 95.40417° зх. д. (47.524383, -95.404280).  За даними Бюро перепису населення США в 2010 році місто мало площу 5,20 км², з яких 5,05 км² — суходіл та 0,15 км² — водойми.

## Демографія
Згідно з переписом 2010 року, у місті мешкали 1392 особи в 619 домогосподарствах у складі 319 родин. Густота населення становила 268 осіб/км².  Було 735 помешкань (141/км²).
Расовий склад населення:
| - 84,1 % — білих - 11,2 % — корінних американців - 0,6 % — чорних або афроамериканців - 0,4 % — азіатів |

До двох чи більше рас належало 3,7 %. Частка іспаномовних становила 2,4 % від усіх жителів.
За віковим діапазоном населення розподілялося таким чином: 25,1 % — особи молодші 18 років, 51,1 % — особи у віці 18—64 років, 23,8 % — особи у віці 65 років та старші. Медіана віку мешканця становила 40,3 року. На 100 осіб жіночої статі у місті припадало 82,9 чоловіків;  на 100 жінок у віці від 18 років та старших — 79,3 чоловіків також старших 18 років.
Середній дохід на одне домашнє господарство  становив 39 509 доларів США (медіана — 31 507), а середній дохід на одну сім'ю — 48 688 доларів (медіана — 42 125). Медіана доходів становила 42 500 доларів для чоловіків та 34 063 долари для жінок. За межею бідності перебувало 28,7 % осіб, у тому числі 44,5 % дітей у віці до 18 років та 19,9 % осіб у віці 65 років та старших.
Цивільне працевлаштоване населення становило 463 особи. Основні галузі зайнятості: освіта, охорона здоров'я та соціальна допомога — 27,2 %, виробництво — 17,3 %, мистецтво, розваги та відпочинок — 12,7 %, будівництво — 10,2 %.